# 2023 한국프로농구 플레이오프
한국프로농구 2022-23의 포스트시즌은 2023년 4월 2일에 시작해 2023년 5월 7일에 종료되었다.